# Лоши момчета 2
„Лоши момчета 2“ (на английски: Bad Boys II) е американска екшън комедия от 2003 г. на режисьора Майкъл Бей, продуциран от Джери Брукхаймър, а сценарият е на Рон Шелтън и Джери Стол, и във филма участват Мартин Лорънс и Уил Смит. Той е продължение на филма „Лоши момчета“ от 1995 г. и е вторият филм от филмовата поредица „Лоши момчета“.
Премиерата на филма е на 18 юли 2003 г. Той получава негативни отзиви от критиците и печели 273 млн. щ.д. в световен мащаб. Третият филм –  „Лоши момчета завинаги“ е пуснат през януари 2020 г.